# Salsola engleri
Salsola engleri är en amarantväxtart som beskrevs av Oskar Eberhard Ulbrich. Salsola engleri ingår i släktet sodaörter, och familjen amarantväxter. Inga underarter finns listade i Catalogue of Life.